# Campo Andino
Campo Andino (también conocida como San Pedro) es una localidad argentina ubicada en el departamento La Capital de la provincia de Santa Fe.
Se halla en el interfluvio del arroyo Aguiar y el río Saladillo, sobre la ruta provincial 82S que la comunica con Arroyo Aguiar. El acceso no se encuentra asfaltado, y el tramo sobre el arroyo Aguiar se dificulta ostensiblemente en época de crecientes.

## Población
Cuenta con 438 habitantes (Indec, 2022), lo que representa un descenso del 12,75% frente a los 502 habitantes (Indec, 2010) del censo anterior.
| Gráfica de evolución demográfica de Campo Andino entre 1991 y 2022 |
|                                                                    |
| Fuente: Censos nacionales del INDEC                                |

## Origen del nombre
Lo debe a la familia Diez de Andino, que compra una importante extensión de tierra en la zona para ganadería. Con el tiempo los vecinos comenzaron a llamar al paraje Campo Andino.

## Historia
En 1781, a través de escritura pública, Manuel Ignacio de Diez de Andino, compra a Manuel Carvallo, una lugar de estancia que se ubica a la vera del camino de Añapiré (voz guaraní que significa “piel o cuero del diablo”). Esta vía sería hoy la actual ruta provincial 82. A la par del trabajo que generaba la estancia de Andino, hombres y mujeres se fueron estableciendo, viviendo en rancheríos y taperas, en el mismo lugar de la propiedad de Diez de Andino el cual se limitó a lograr que se estableciera población en sus campos para cuidar el ganado, preservar de cualquier depredación y limpiar los montes. La gente que pobló esas tierras, se agrupaba, no vivía en puestos aislados, y esta agrupación era fundamental para defenderse del embrutecimiento social. Estos criollos hábiles con el caballo, hacheros, indios integrados con sus mujeres y niños, buscaron asentarse a la vera del camino de Añapiré, porque éste era el paso obligado de carretas y mensajeros.
Los años posteriores a la Revolución de Mayo (1810), las fronteras contra el indio tuvieron un sensible retroceso, pues los hombres que guarnecían estas fronteras fueron utilizados por los ejércitos independentistas y esto fue aprovechado para que los indios comiencen a atacar estas fronteras desprotegidas. En el caso de la provincia de Santa Fe, su frontera norte sufrió un sensible retroceso, al ser utilizados los Blandengues, que custodiaban dicha frontera, en la expedición al Paraguay al mando del general Manuel Belgrano. Los indios mocovíes montaraces (sin sometimiento) aprovecharon esta ocasión para atacar con redoblada fuerza a las reducciones de indígenas sometidos, las estancias y los fuertes desprotegidos haciendo retroceder la frontera hasta las chacras de la ciudad de Santa Fe. Una de las pocas zonas que resistió el embate indígena fue el "pago de Añapiré". Para proteger a esta frontera el gobierno de Buenos Aires dispuso recrear el cuerpo de Blandengues (muy diezmado en Paraguay). Una de sus dos compañías estableció su guarnición en un fortín en Añapiré.
Durante la revolución autonomista de 1816 contra el Directorio, el entonces teniente Estanislao López sublevó esta compañía en Añapiré con la que marchó sobre Santa Fe, haciendo triunfar esta revolución. Ese mismo año el cuerpo de Blandengues cambiaron su nombre por el de Dragones de la Independencia. En 1818, durante la tercera invasión directorial y tras la breve toma de Santa Fe, el fortín de Añapiré se convirtió en el centro de la resistencia santafesina encabezada por el gobernador Estanislao López. Durante esos años de lucha y en los años siguientes, el fuerte de Añapiré (también llamado Ascochingas) protegió a la ciudad de Santa Fe y a sus chacras aledañas de los ataques de los indios montaraces. Cuando en 1834 el brigadier general Estanislao López derrotó a los indios montaraces en los Algarrobos y Cayastá Viejo, consiguió que gran número de ellos aceptaran reducirse en Añapiré. Siendo la mayoría de estos antiguos indios de la antigua Reducción de San Pedro, se consideró que en cierto modo el nuevo pueblo equivalía a un traslado de la antigua reducción, por lo que denominó San Pedro Chico a la nueva reducción. Ese año, en la loma cercana a la laguna San Pedro, prácticamente en el límite de los distritos de Campo Andino y Arroyo Aguiar (hoy campos del Ejército Argentino), el general López estableció en ese lugar la reducción indígena San Pedro Chico. Junto a la reducción se encontró un Fuerte que desde ese entonces cambió su antiguo nombre de Ascochingas por el de San Pedro. Esta reducción, junto al fortín, siguió sirviendo de escudo de protección para la ciudad de Santa Fe. A partir de ello, la denominación San Pedro influyó notablemente en la vieja zona conocida como Añapiré, perdiéndose aún más este nombre y haciendo trastabillar el menos antiguo de Campos de Andino, obligado a convivir con ambos topónimos.
En 1834 se menciona por primera vez el cargo de comandante general de la Frontera Norte, ejercido por el teniente coronel José Ramón Méndez, cuya comandancia estaba situada en el Fuerte San Pedro. De esta comandancia semi dependían los cantones Iriondo, Narvaja, Corrales, Ramada, Cabrera y Páez y las reducciones indígenas de San Jerónimo del Sauce y Santa Rosa de Calchines. Luego de la muerte de Estanislao López y la toma del poder de general Juan Pablo López (hermano de Estanislao), la Comandancia General de la Frontera Norte pasó al teniente coronel Jacinto Andrada. En 1840 durante la toma de Santa Fe por las fuerzas unitarias del general Juan Lavalle, el gobernador de Santa Fe, general Juan Pablo López, se refugió en San Pedro Chico desde donde dirigió la resistencia contra los invasores, en la que se destacó el comandante Andrada.
En 1857 llegó a San Pedro el misionero destinado desde el Convento de San Carlos Borromeo en San Lorenzo, quien estimó la población del pueblo en 1000 habitantes, que se hallaban bajo el mando de dos caciques. Contaba con una iglesia de adobe y techo de paja, de mediano tamaño. En el fuerte había 30 dragones. Con sus hombres de pelea se formó en San Pedro Chico el cuerpo de caballería Lanceros de San Pedro, émulos de los Lanceros del Sauce y tan meritorios como aquellos.
En 1869, debido al traslado de la línea de la frontera norte, resolvió el gobernador Mariano Cabal trasladar esta reducción más al norte, al lugar del Rincón Grande sobre el río Salado. Movilizados tras cinco días de marcha, el 8 de agosto llegaron los indígenas con su cura al sitio asignado, portando en una Carreta la imagen de San Pedro Apóstol. En su nuevo asiento no prosperó la reducción, pues ni siquiera edificaron el templo católico, refundiéndose sus miembros en la flamante y cercana reducción de San Martín Norte en 1872. En 1901 se fundó el pueblo, y la provincia volvió a fundarlo en 1913 ya con los planos aprobados.

## Infraestructura
Cuenta con un destacamento policial, centro de salud, escuela, templo católico y un centro recreativo.